# Балестранн
Балестранн (норв. Balestrand) — коммуна в губернии Согн-ог-Фьюране в Норвегии. Административный центр коммуны — город Балестранн. Официальный язык коммуны — нюнорск. Население коммуны на 2007 год составляло 1365 чел. Площадь коммуны Балестранн — 429,85 км², код-идентификатор — 1418.

## История населения коммуны
Население коммуны за последние 60 лет.

## Известные люди
Умер Ханс Даль (1849—27 июля 1937) — один из самых известных норвежских художников -пейзажистов.